# لي إم. توماس
لي إم. توماس (بالإنجليزية: Lee M. Thomas)‏ هو شخصية أعمال أمريكي، ولد في 13 يونيو 1944.

## وصلات خارجية
- لي إم. توماس على موقع إن إن دي بي (الإنجليزية)